# ماتيو ديمي
ماتيو ديمي (بالفرنسية: Mathieu Demy)‏ (و. 1972 – م) هو ممثل، ومنتج أفلام، ومخرج سينمائي، وكاتب سيناريو من فرنسا . ولد في باريس.

## روابط خارجية
- ماتيو ديمي على موقع IMDb (الإنجليزية)
- ماتيو ديمي على موقع قاعدة بيانات الأفلام العربية
- ماتيو ديمي على موقع ألو سيني (الفرنسية)
- ماتيو ديمي على موقع أول موفي (الإنجليزية)
- ماتيو ديمي على موقع قاعدة بيانات الأفلام السويدية (السويدية)
- ماتيو ديمي على موقع إن إن دي بي (الإنجليزية)
- ماتيو ديمي على موقع قاعدة بيانات الفيلم (الإنجليزية)
- ماتيو ديمي على موقع كينوبويسك (الروسية)